# Royal Roost
Das Royal Roost war ein New Yorker Jazzclub, der in den 1940er und Anfang der 1950er Jahre bestand.

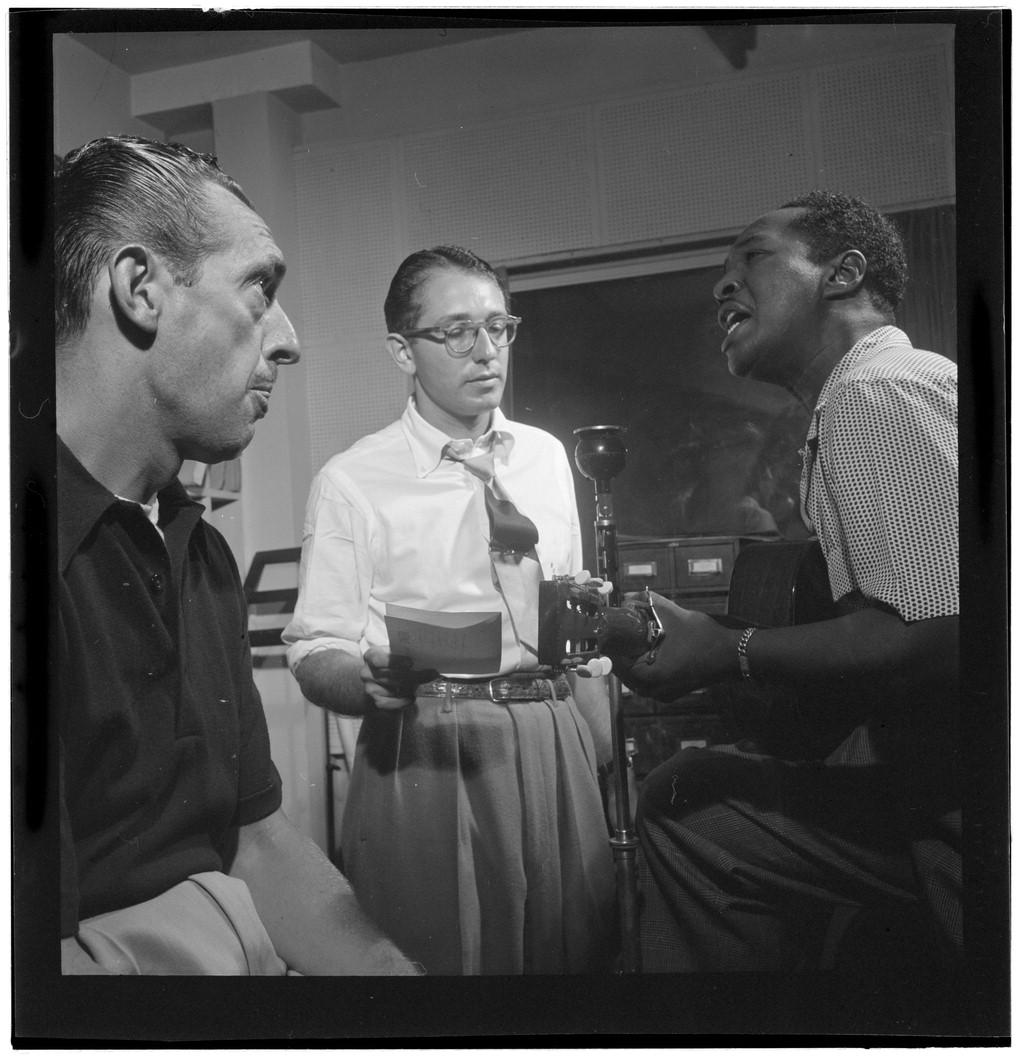
Symphony Sid (links) mit Josh White (rechts) in den 1940er Jahren.
Foto: William P. Gottlieb

Das Royal Roost, gelegen 1580 Broadway (an der 47th Street) in Manhattan, entstand aus einem Restaurant, das 1947 pleiteging und von den Geschäftsleuten Ralph Watkins, Bill Faden und Morris Levy neu als Spielstätte eröffnet wurde. Sie hatte nach Ansicht von Ashley Kahn ihre erfolgreichste Zeit bis Mitte der 1950er Jahre. Der Bebop, der ab 1942 als neuer Stil in New York zu hören war, fand im Royal Roost eine seiner wichtigsten Spielstätten. Während in den Jazzclubs der 52nd Street wie dem Onyx Club, Three Deuces oder dem Famous Door auch Veteranen der Swingära spielten, etablierte sich das Royal Roost als Spielstätte des Bebop. 
Der Ex-Saxophonist Ralph Watkins eröffnete den Jazzclub 1947 in dem Hähnchenrestaurant am Broadway; der Publizist und Produzent Monte Kay und der DJ Symphony Sid Torin buchten ab März 1948 die Stars des neuen, modernen Jazzstils. 1948 präsentierte das Royal Roost eine All-Star-Formation mit Charlie Parker, Tadd Dameron, Miles Davis, Dexter Gordon, Fats Navarro und Max Roach, zu dem 500 Besucher kamen. Der Club gab sich den Zweitnamen des Metropolitan Bopera House „und erklärt sich stolz zu The House That Bop Built.“ Symphony Sid warb für die Konzerte mit seinem nächtlichen Radioprogramm und den Livesendungen. Ende 1948 war das Royal Roost Auftrittsort der Stars des Bebop; es spielten Dizzy Gillespie mit seiner Big Band und das Charlie Parker Quintett mit Miles Davis und Max Roach. 

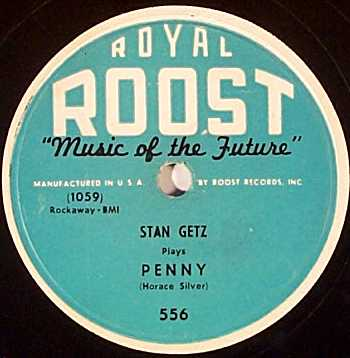
Roost Records-78er „Penny“ von Stan Getz

Zum Club gehörte nun auch ein Plattenlabel gleichen Namens, für das Aufnahmen von Tadd Dameron, Bud Powell, Johnny Smith und Harry Belafonte entstanden. Im September 1948 debütierte Miles Davis mit seinem neuen Projekt im Royal Roost; er präsentierte ein neunköpfiges Ensemble, das als Probenband im Apartment von Gil Evans seinen Anfang genommen hatte und 1949/50 zu den Aufnahmen von Birth of the Cool führte. Nach 1950 verließ Watkins das Royal Roost, um den kurzlebigen Club Bop City am Broadway zu führen.
Im Royal Roost entstand Herman Leonards legendäres Foto des rauchenden Dexter Gordon.

## Diskographische Hinweise
- Count Basie – At the Royal Roost 1948 (1997)
- Fats Navarro  & Tadd Dameron – At Royal Roost - Volume 1 (1991)
- Miles Davis – The Legendary Masters - Unissued or Rare 1948-52
- Miles Davis – Pre-Birth of the Cool (Durium, 1974)
- Charlie Parker – The Bird Returns (Savoy, rec. 1948/49; ed. 1962)
- Charlie Parker – Bird at the Roost, The Savoy Years - The Complete Royal Roost Performances (1948/49)
- Lester Young  – Live! From the Royal Roost (Unique, 1948)
- Ella Fitzgerald – Royal Roost Sessions with Ray Brown Trio & Quintet (1948)[4]
- Bud Powell – There Is Only One (1953)